# شری مک کوی
شری مک کوی (انگلیسی: Sheri McCoy؛ زاده ۱ مارس ۱۹۵۹) یک دانشمند اهل American است. وی از سال ۱۹۸۲ میلادی تاکنون مشغول فعالیت بوده‌است.